# John Freedley
John Freedley (* 22. Mai 1793 in Norristown, Pennsylvania; † 8. Dezember 1851 ebenda) war ein US-amerikanischer Politiker. Zwischen 1847 und 1851 vertrat er den Bundesstaat Pennsylvania im US-Repräsentantenhaus.

## Werdegang
John Freedley besuchte die öffentlichen Schulen seiner Heimat und die Norristown Academy. In seiner Jugend half er seinem Vater in dessen Ziegelsteinfabrik. Nach einem anschließenden Jurastudium und seiner 1820 erfolgten Zulassung als Rechtsanwalt begann er in Norristown in diesem Beruf zu arbeiten. Außerdem betrieb er Marmor- und Specksteinbrüche im Montgomery County. Politisch schloss er sich der Whig Party an.
Bei den Kongresswahlen des Jahres 1846 wurde Freedley im fünften Wahlbezirk von Pennsylvania in das US-Repräsentantenhaus in Washington, D.C. gewählt, wo er am 4. März 1847 die Nachfolge des Demokraten Jacob Senewell Yost antrat. Nach einer Wiederwahl konnte er bis zum 3. März 1851 zwei Legislaturperioden im Kongress absolvieren. Dort war er Mitglied im Committee on Revolutionary Pensions. Seine Zeit als Kongressabgeordneter war zunächst noch von den Ereignissen des Mexikanisch-Amerikanischen Krieges geprägt. Danach bestimmten die Diskussionen um die Sklaverei auch die Arbeit des US-Repräsentantenhauses. Unter anderem wurde der von US-Senator Henry Clay eingebrachte Kompromiss von 1850 verabschiedet.
Nach dem Ende seiner Zeit im Kongress nahm Freedley seine früheren Tätigkeiten wieder auf. Er starb am 8. Dezember 1851 in seiner Heimatstadt Norristown.